# Reprezentacja San Marino w piłce wodnej kobiet
Reprezentacja San Marino w piłce wodnej kobiet – zespół, biorący udział w imieniu San Marino w meczach i sportowych imprezach międzynarodowych w piłce wodnej, powoływany przez selekcjonera, w którym mogą występować wyłącznie zawodnicy posiadający obywatelstwo sanmaryńskie. Za jej funkcjonowanie odpowiedzialny jest Sanmaryński Związek Pływacki (FSN), który jest członkiem Międzynarodowej Federacji Pływackiej.